# Arthroleptis francei
Arthroleptis francei е вид жаба от семейство Arthroleptidae. Видът е застрашен от изчезване.

## Разпространение
Разпространен е в Малави и Мозамбик.

## Описание
Популацията на вида е намаляваща.